# Euphorbia stepposa
Euphorbia stepposa là một loài thực vật có hoa trong họ Đại kích. Loài này được Zoz ex Prokh. mô tả khoa học đầu tiên năm 1949.